# Can Jover (Sant Hilari Sacalm)
Can Jover és una masia de Sant Hilari Sacalm (Selva) inclosa a l'Inventari del Patrimoni Arquitectònic de Catalunya.

## Descripció
Antiga masia aïllada, orientada al sud, construïda en un petit turó, situada al Passeig de la Font Vella número 26.
L'edifici principal, d'estructura asimètrica, consta de planta baixa i dos pisos (en els cossos central i lateral esquerra) i està cobert per una teulada a doble vessant desigual, amb el carener perpendicular a la façana principal. El cos lateral dret, consta de planta baixa i pis, i té la teulada a una vessant desaiguada al lateral dret.
En aquest cos principal, a la planta baixa, hi ha la porta d'entrada en arc de mig punt format per dovelles, amb els brancals de carreus de pedra. A la dreta té una finestra geminada, i a l'esquerra una finestra, totes amb llinda monolítica, amb els brancals i l'ampit de pedra.
Al primer pis, hi ha tres finestres, situades en el mateix eix d'obertura que a la planta baixa. L'obertura de l'esquerra és una finestra geminada. Totes tenen llinda monolítica, i brancals i ampit de pedra.
Al segon pis (en els cossos central i esquerra), hi ha una obertura triple en arcs de mig punt fets de maons disposats en sardinell, amb els pilars fets també de maons, que són tres balcons independents amb barana de ferro forjat i sense llosana. Al costat esquerre, hi ha una finestra geminada amb llinda monolítica, brancals i ampit de pedra.
Els murs són de maçoneria i la cadena cantonera de carreus de pedra. Hi ha un rellotge de sol a la façana.
Adossat al costat esquerre, hi ha un cos, que havia estat, durant un temps, una capella. A la façana hi ha la porta d'entrada, que té arc apuntat format per maons disposats en sardinell, i també té maons als brancals.
Al primer pis, tres finestres envoltades de maons, en arc de ferradura. Al segon pis, tres finestres en arc de frontó, format per aproximació de filades, fetes de maons.
Els murs de la planta baixa i el pis (que estan separats a la façana per una línia d'imposta feta de maons) són de maçoneria. Els murs del pis (afegit segurament posteriorment) són de maons. Una teulada a una vessant desaiguada al lateral cobreix l'edifici.